# Zebino de Antioquia
Zebino de Antioquia foi bispo de Antioquia entre 231 e 237 d.C. ou entre 232 e 240 d.C. (dependendo da fonte), sucessor de Fileto na Igreja de Antioquia, segundo Eusébio de Cesareia. Seu episcopado coincidiu com os imperadores romanos Alexandre Severo, cuja família tinha muitos fiéis segundo o mesmo relato, e seu sucessor, Maximino Trácio, que imediatamente iniciou uma perseguição aos cristãos.